# Zračna luka Kaunas
Međunarodna zračna luka Kaunas (lit. Kauno tarptautinis Oro Uostas) je zračna luka u Litvi. 

## Zemljopisni položaj
Nalazi se u mjestu Karmėlavi, 15 km sjeveroistočno od središta Kaunasa, na 54°57' 50 sjeverne zemljopisne širine i 24°5' 5 istočne zemljopisne dužine. 

## Svojstva
Međunarodni IATA kôda za zračnu luku KUN, a ICAO kôd je EYKA.
Po naravi je javna zračna luka. 
Operator je Ministarstvo prometa Republike Litve. 
Zračna je prometna opslužna točka za grad Kaunas.
Izdignuće iznad prosječne morske razine je 78 m (vidi AMSL, nadmorska visina).
Pista je asfaltna, duljine 3.250 metara, a smjera je 08/26.

## Zrakoplovne tvrtke i odredišta
- Ryanair (Dublin, Hahn, Liverpool, London-Luton, London-Stansted, Birmingham, Bremen, Brussel-Charleroi, London-Gatwick, Berlin-Schönefeld, Bristol, Edinburgh, Girona, London-Gatwick, Milan-Bergamo, Paris-Beauvais, Rygge, Tampere, Weeze)
- AirBaltic (Riga)

## Vanjske poveznice
- Međunarodna zračna luka Kaunas  Arhivirana inačica izvorne stranice od 11. veljače 2007. (Wayback Machine) Službene stranice
- Slikovna galerija  Arhivirana inačica izvorne stranice od 28. rujna 2007. (Wayback Machine)
- Podatci  Arhivirana inačica izvorne stranice od 16. veljače 2007. (Wayback Machine) na Worldaerodatai